# 동겐

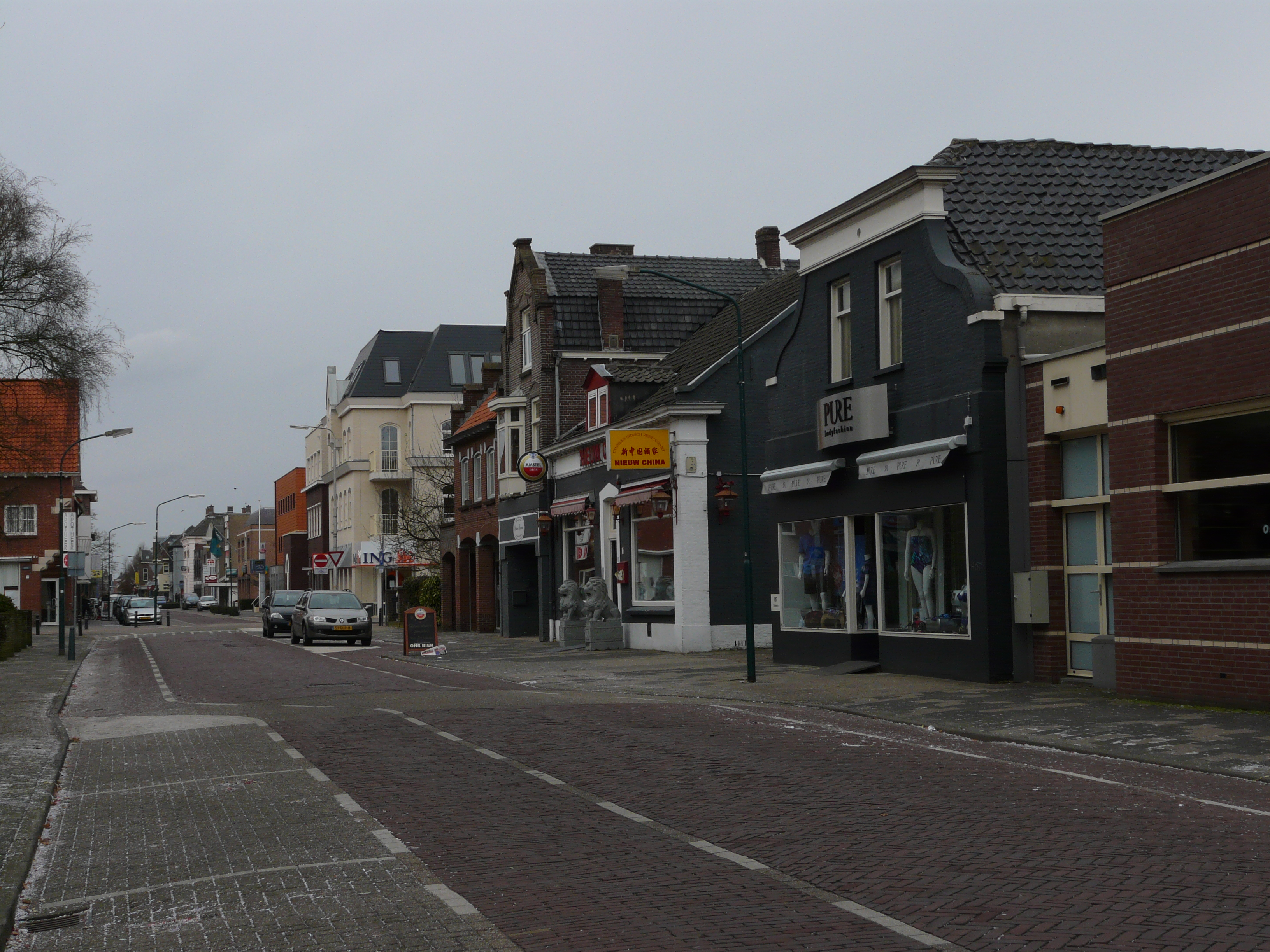
동겐의 거리

동겐(Dongen)은 네덜란드 남부의 마을이자 지방자치체이다. 과거에는 수익성이 좋은 가죽 산업의 본고장이었다. 이 도시는 약 10피트 거리로 가로지르는 "동게"라는 이름의 작은 강 주변에 형성되어 있으며 이 강은 가죽 산업을 위해 널리 사용되었다.

## 지리
Dutch topographic map of the municipality of Dongen, June 2015